# Desde el corazón
Desde el corazón es una película chilena del director Edgardo Viereck que fue estrenada en diciembre de 2009. El filme muestra los problemas de la medicina rural en Chile, esa que practican algunos médicos en las zonas más recónditas y con los recursos mínimos.

## Elenco
- Pablo Díaz
- Francisca Eyzaguirre
- Julio Jung
- Alejandro Trejo
- César Arredondo
- Gabriela Medina
- Edison Díaz
- Oliver Castro